# ウッチ映画大学
ウッチ映画大学 （ポーランド語Państwowa Wyższa Szkoła Filmowa, Telewizyjna i Teatralna im. Leona Schillera w Łodzi、英語The Leon Schiller's National Higher School of Film, Television and Theatre in Łódź、「レオン・シレル記念国立ウッチ高等映画テレビ演劇学校」の意）は、未来の俳優、演出家・映画監督、写真家、撮影監督・撮影技師、テレビの制作スタッフを養成するためのポーランドの名門校である。1948年3月8日、ウッチに設立された。当初は、第二次世界大戦とワルシャワ蜂起の間に破壊尽くされたワルシャワへ、都市再建すればすぐに移設する計画であった。ところが、最終的にウッチに残り、いまでは同市における高等教育機関としてはもっとも知られるものとなった。

## 略歴
1958年までは、同校は2つの完全に異なる学校として存在していた。ひとつは俳優学校、もうひとつは映画作家のための学校であった。この2校とポーランド映画産業は、第二次大戦後にワルシャワから近隣都市のウッチへ移動した。この移動は当初は、当面のものとみなされていたので、同俳優学校の名称は「国立ワルシャワ高等演劇学校ウッチ臨時校 The National Higher School of Theatre in Warsaw with seat in Łódź」といった。その創設者であり初代総長は、著名なポーランドの俳優レオン・シレル（Leon Schiller）で、現在その名を冠している。1949年に、同校は2つに分校した。ひとつは実際にワルシャワに移動し、もうひとつはカジミエシ・デイメク（1950年から）の学校経営のもとにウッチに残った。
合併に先立った1958年、いわゆる「ポーランド派」の芸術家たちが人気を増大させ、ウッチ映画大学の評判をつくりだした。いわく、ポーランドにおけるもっともリベラルでもっとも共産主義的でない高等教育機関である、と。このころのもっとも有名な卒業生は、アンジェイ・ムンク、ヤヌーシュ・モルゲンスターン、アンジェイ・ワイダ、カジミエシ・クッツである。1954年にはそこにロマン・ポランスキも加わった。
1958年以降、同校は、ポーランドでもっともめざましく文化的なシンクタンクとなり、たくさんのアウトサイダーや芸術家が、共産主義的権威に支えられることなくそこに加わった。さまざまなディスカッション・クラブや言論の自由を新総長のイエジー・トエプリッツが推進し、価値をつけくわえた。そのとき、同大の2人の学生（イエジー・マトゥシュキビッチ、ヴィトルト・ソボチンツキ）が、大戦後初のジャズ・ミュージシャンになり、当局にもコンサートを組織する許可を得た。
1968年3月の事件以降、自由の時代は終わった。トエプリッツは解雇され、ほとんどの教員も同様だった。しかしながら、エドヴァルト・ギェレクと彼の体制の出現で、同校はふたたび花開き始めた。
卒業生でオスカーを獲得したものは3名。ロマン・ポランスキー、アンジェイ・ワイダ、ズビグニュー・リプチンスキーである。

## 卒業生

### 監督
- en:Filip Bajon
- アンジェイ・バランスキen:Andrzej Barański
- ウーカシュ・バルチクen:Łukasz Barczyk
- リシャルト・ブガイスキen:Ryszard Bugajski
- ヨランタ・ディレフスカen:Jolanta Dylewska
- en:Feliks Falk
- en:Mariusz Grzegorzek
- カジミエシュ・カラバーシュen:Kazimierz Karabasz
- ドロータ・ケンジェジャフスカen:Dorota Kędzierzawska
- クシシュトフ・キェシロフスキ - en:Krzysztof Kieślowski　※アカデミー賞ノミネート
- ヤーヌシュ・キヨフスキen:Janusz Kijowski
- en:Kazimierz Kutz
- ヴィトルド・レシチンスキen:Witold Leszczyński
- マルツェル・ウォジンスキen:Marcel Łoziński
- パヴェウ・ウォジンスキen:Paweł Łoziński
- ユリウシュ・マフルスキen:Juliusz Machulski
- ヴォイチェフ・マルチェフスキen:Wojciech Marczewski
- en:Janusz Morgenstern
- アンジェイ・ムンク - en:Andrzej Munk
- ヴワディスワフ・パシコフスキen:Władysław Pasikowski
- マレク・ピヴォフスキen:Marek Piwowski
- ロマン・ポランスキ - en:Roman Polański　※アカデミー賞、BAFTA賞、ゴールデングローブ賞、パルムドール受賞
- イエジー・スコリモフスキー - en:Jerzy Skolimowski
- en:Piotr Szulkin
- マウゴジャータ・シュモフスカen:Małgorzata Szumowska
- en:Piotr Trzaskalski
- アンジェイ・ワイダ - en:Andrzej Wajda　※アカデミー賞、BAFTA賞受賞
- クシシュトフ・ザヌッシ - en:Krzysztof Zanussi

### 撮影監督
- パヴェル・エデルマン - en:Paweł Edelman　※アカデミー賞、BAFTA賞ノミネート
- en:Adam Holender
- スワヴォミール・イジャック　※アカデミー賞ノミネート
- アンジェイ・ヤロシェヴィッチen:Andrzej Jaroszewicz
- en:Edward Kłosiński
- en:Jan Jakub Kolski
- en:Dariusz Kuc
- en:Zbigniew Lenczewski
- イエジー・マトゥシュキビッチ - en:Jerzy Matuszkiewicz
- en:Krzysztof Ptak
- ズビグニュー・リプチンスキー - en:Zbigniew Rybczyński　※アカデミー賞受賞
- プシェミスワフ・スクヴィルチンスキen:Przemysław Skwirczyński
- ピョートル・ソボチンスキen:Piotr Sobociński　※アカデミー賞ノミネート
- ヴィトルド・ソボチンスキen:Witold Sobociński
- en:Tomasz Wert
- イェジ・ヴォイツィクen:Jerzy Wójcik

### 俳優
- ヤドヴィガ・バランスカen:Jadwiga Barańska
- en:Artur Barciś
- en:Ludwik Benoit
- シモン・ボブロフスキen:Szymon Bobrowski
- en:Barbara Brylska
- en:Zbigniew Cynkutis
- グラジーナ・ドゥウゴウェンツカen:Grażyna Długołęcka
- マウゴジャータ・フォレムニアクen:Małgorzata Foremniak
- ヤヌシュ・ガヨス - en:Janusz Gajos
- ヨアンナ・イェンドリカen:Joanna Jędryka
- en:Wojciech Malajkat
- en:Zygmunt Malanowicz
- en:Gabriela Muskała
- en:Edyta Olszówka
- en:Cezary Pazura
- en:Radosław Pazura
- en:Pola Raksa
- en:Bogusław Sochnacki
- en:Elżbieta Starostecka
- en:Piotr Szwedes
- ズビグニェフ・ザマホフスキ - en:Zbigniew Zamachowski
- en:Witold Zatorski